# Comissão Federal do Comércio
A Comissão Federal de Comércio (em inglês: Federal Trade Commission ou FTC) é uma agência independente do governo dos Estados Unidos cuja principal missão é a aplicação da lei antitruste civil (não criminal) e a promoção da proteção ao consumidor. A agência compartilha a jurisdição sobre a aplicação da lei antitruste civil federal com a Divisão Antitruste do Departamento de Justiça. A agência tem sede no Edifício da Comissão Federal de Comércio, em Washington, D.C.

## História

### História inicial
Após a decisão histórica da Suprema Corte dos EUA no caso Standard Oil Co. of New Jersey v. United States, em 1911, a primeira versão de um projeto de lei para estabelecer uma comissão para regular o comércio interestadual foi apresentada em 25 de janeiro de 1912, pelo congressista de Oklahoma, Dick Thompson Morgan. Morgan faria o primeiro discurso no plenário da Câmara defendendo a sua criação em 21 de fevereiro de 1912.
Embora o projeto de lei inicial não tenha sido aprovado, as questões de trusts e antitruste dominaram as eleições de 1912.  A maioria das plataformas dos partidos políticos em 1912 endossou o estabelecimento de uma comissão federal de comércio com os seus poderes regulatórios colocados nas mãos de um conselho administrativo, como uma alternativa às funções anteriormente e necessariamente exercidas tão lentamente pelos tribunais.

### Primeira administração Trump

#### Caso de aquisição antitruste da Meta
Em dezembro de 2020, a FTC processou a Meta (formalmente conhecida como Facebook) por conduta anticompetitiva, nos termos da Seção 2 da Lei Sherman, que proíbe a monopolização indevida de um mercado. A FTC acusou a Meta de comprar os seus concorrentes para sufocar a concorrência, o que reduziu a gama de serviços disponíveis aos consumidores e criou menos plataformas de redes social para os anunciantes segmentarem.

### Administração Biden
A FTC foi presidida por Lina Khan durante o governo Biden.

#### Google
Em novembro de 2024, o juiz distrital dos EUA Amit Mehta concordou com o procurador-geral adjunto Jonathan Kanter e a presidente da FTC Khan, declarando que a empresa era um monopólio e ordenando que o Google vendesse o seu navegador Chrome.

#### Proibição de cláusulas de não concorrência
Esta FTC tentou proibir quase todas as cláusulas de não concorrência. Isto começou com uma regra da FTC em abril de 2024. A agência estima que 30 milhões de trabalhadores estão vinculados a estas cláusulas e exclui apenas executivos seniores da proibição de fazer cumprir as cláusulas de não concorrência. A agência acredita que isto permitirá que os trabalhadores encontrem melhores condições de trabalho e salários, já que a mudança de empresa, em média, proporciona os maiores aumentos salariais. Também permite que os trabalhadores deixem ambientes de trabalho abusivos e pode evitar que alguns médicos tenham que deixar a medicina depois de deixarem o consultório. A proibição foi suspensa pela juíza distrital dos EUA, Ada Brown, em 3 de julho de 2024, mas depois mantida em recurso pela juíza distrital dos EUA, Kelley B. Hodge, em 23 de julho de 2024. Em 20 de agosto de 2024, um tribunal federal no Texas anulou a proibição da FTC sobre acordos de não concorrência, que estava originalmente programada para entrar em vigor em 4 de setembro de 2024. A juíza distrital dos EUA, Ada Brown, disse que a FTC não tinha autoridade para emitir a proibição, que Brown disse ser "irracionalmente ampla, sem uma explicação razoável". Victoria Graham, porta-voz da FTC, respondeu à decisão afirmando: "Estamos a considerar seriamente um possível recurso..."